# Giovanni Antonio Canal

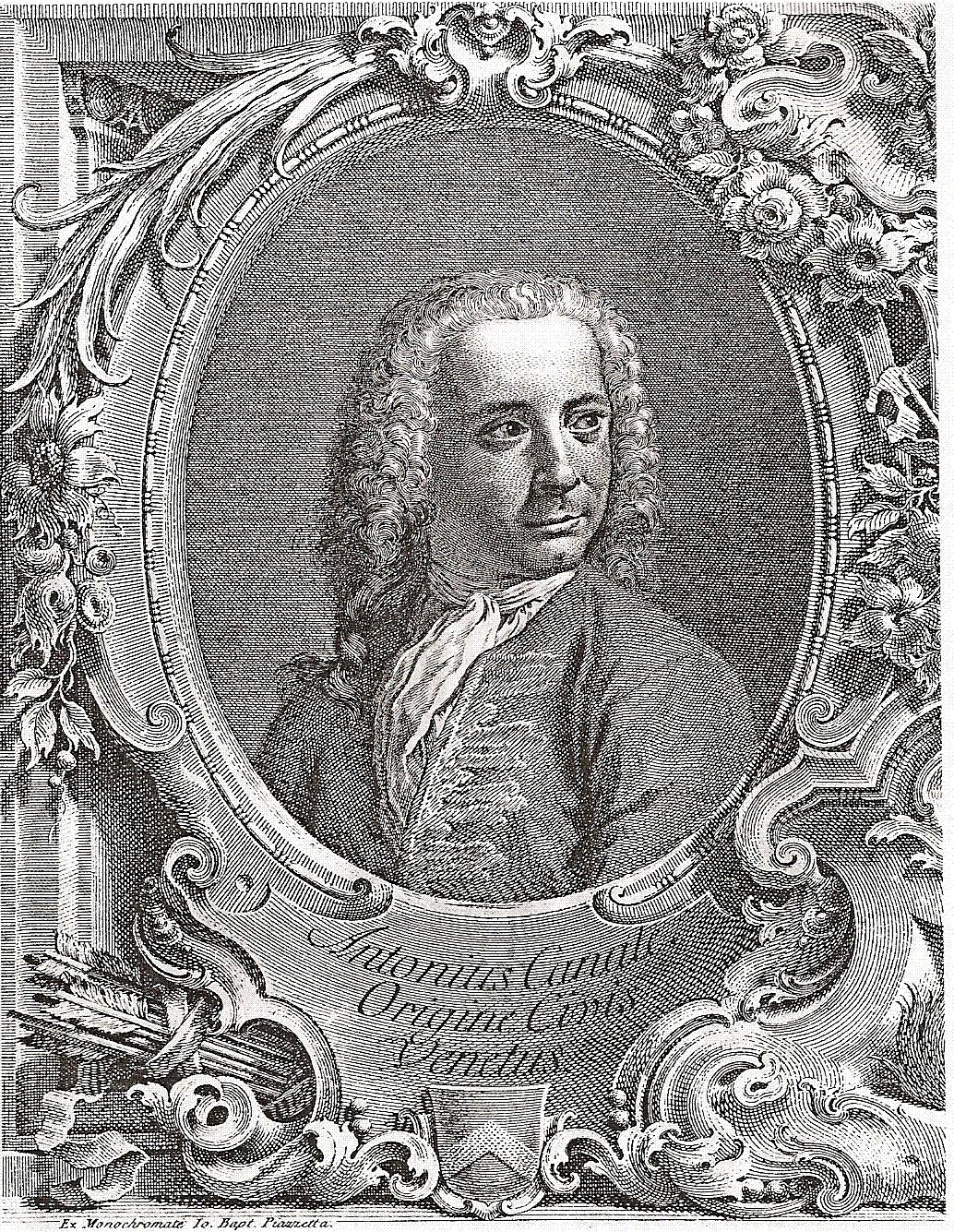
Giovanni Antonio Canal, 1754

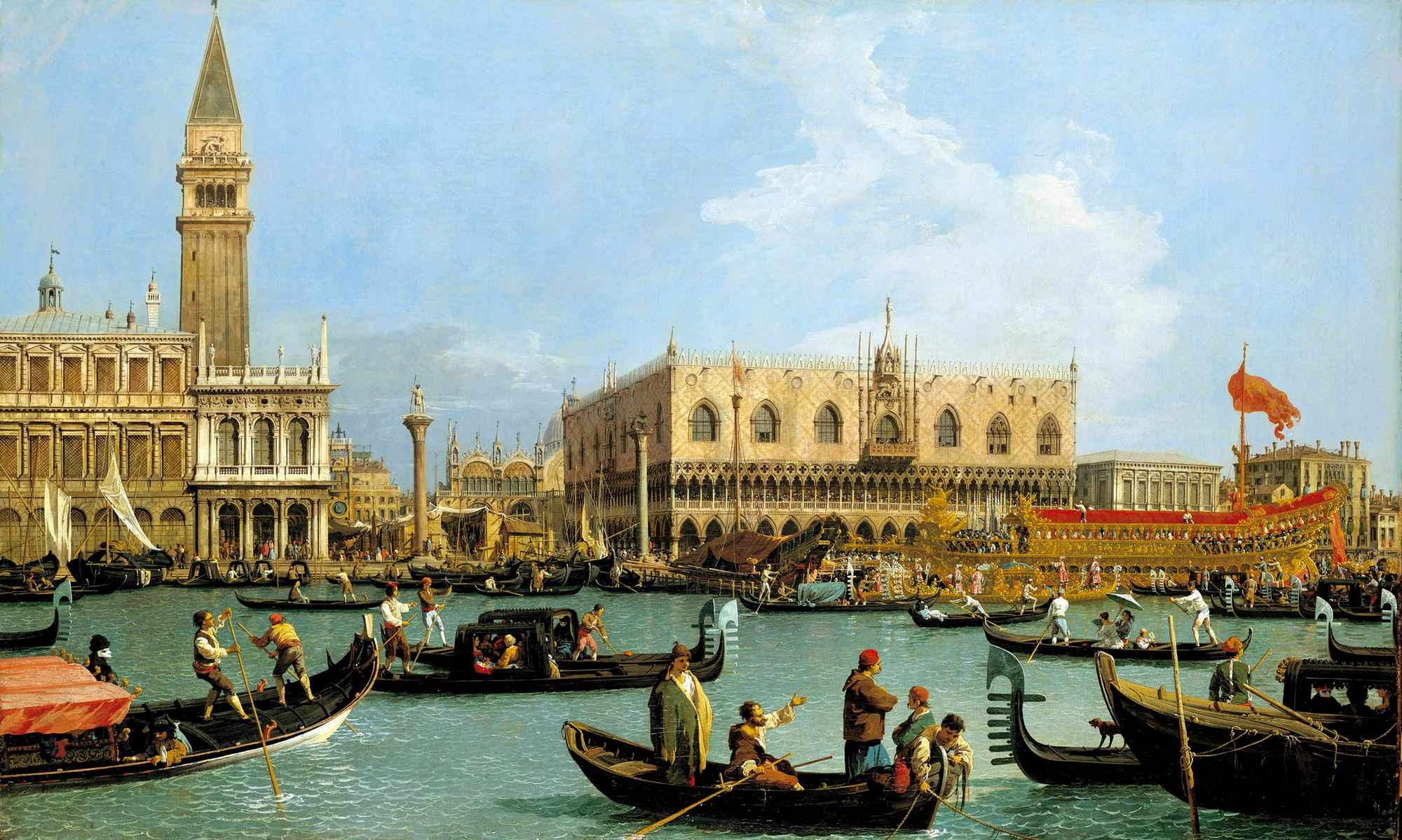
Der Bucintoro in Venedig am Himmelfahrtstag 1732

Giovanni Antonio Canal (* 7. Oktober 1697 in Venedig; † 19. April 1768 ebenda), genannt Canaletto, war ein bedeutender italienischer Vedutenmaler.

## Leben

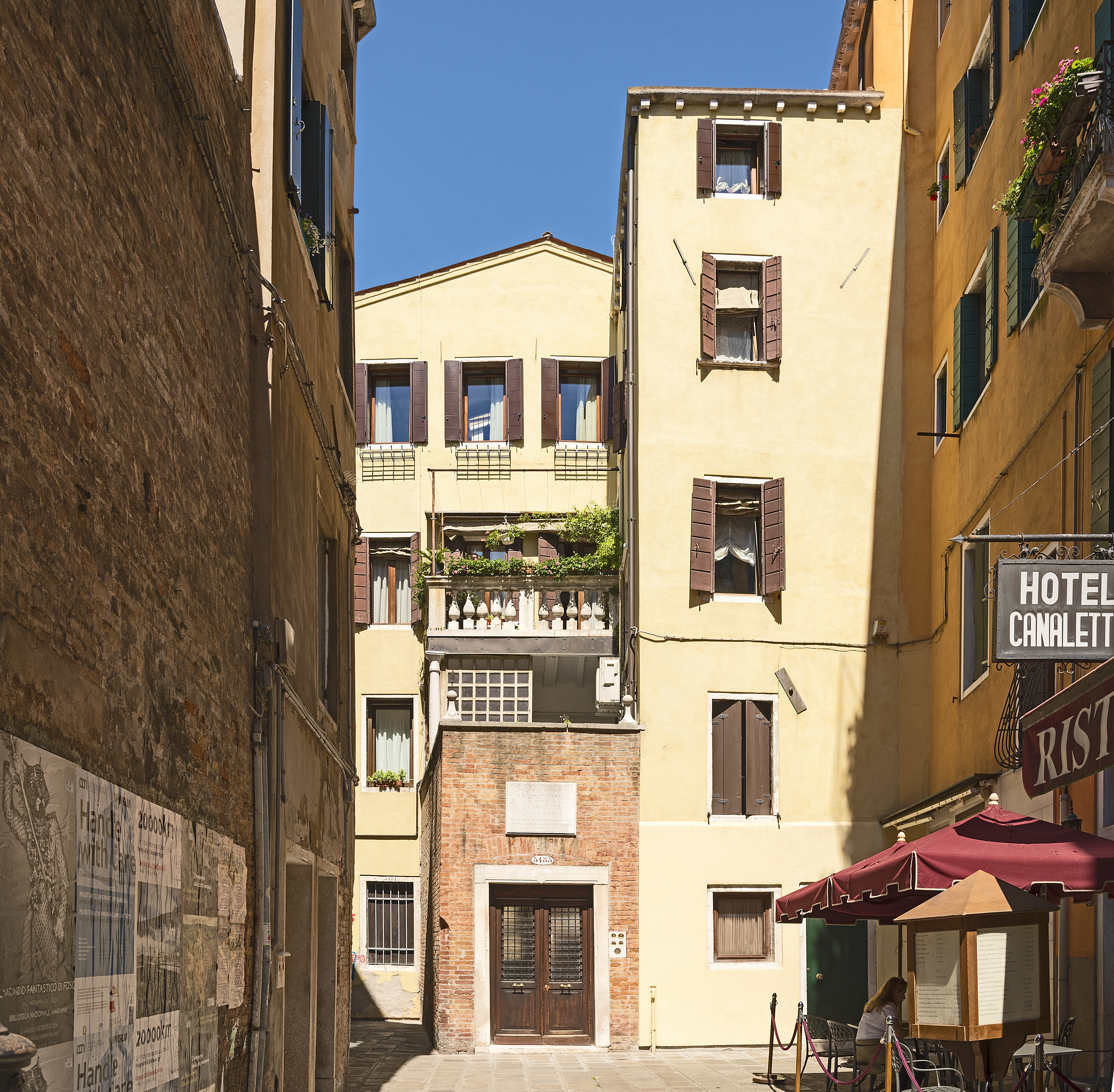
Canalettos Geburtshaus

Canaletto lernte die Malerei in der Werkstatt seines Vaters Bernardo Canal, der Bühnenbilder für Theateraufführungen herstellte. Berühmt wurde er durch die Bilder seiner Heimatstadt Venedig sowie durch Capricci. Sie bestechen durch ihre fast fotorealistisch genaue und detailreiche Darstellung. Um diese Präzision zu erreichen, benutzte er als Hilfsmittel eine Camera obscura.
Antonio Canal ist zu unterscheiden von seinem Neffen Bernardo Bellotto, der in sehr ähnlicher Weise arbeitete und später ebenfalls den Künstlernamen „Canaletto“ verwendete. Antonio Canals Arbeiten sind insgesamt lichtvoller, zumeist heiterer und auch heller als die seines Neffen.
Einer der Mäzene und Auftraggeber Canalettos war der englische Konsul in Venedig Joseph Smith, der auch 1728 Antonio Visentini mit den Stichen zu Canalettos venezianischen Veduten unter dem Titel Venetiarum nobis Prospectus, beauftragte und damit für die Verbreitung der Werke unter den auf der Grand Tour reisenden englischen Adligen sorgte. Die Bilder wurden entweder über Smith von den englischen Adligen erworben oder unmittelbar von England aus bestellt. So beauftragte 1731–1732 der 4. Duke of Bedford 24 Gemälde, die Antonio Canal von 1732 bis 1736 ausführte. Anschließend folgten Aufträge durch den 3. Duke of Marlborough für weitere 20 Bilder und 1738 bestellte Henry Howard, 4. Earl of Carlisle, 5 großformatige Leinwände. Nach dem Ausbruch des Österreichischen Erbfolgekrieges 1740 sank die Zahl seiner Aufträge. Canal ging 1746 für zehn Jahre nach England, nachdem er von Jacopo Amigoni, der als Künstler dort mehrere Jahre verbracht hatte, von den dortigen Lebensumständen erfahren hatte, und gewann den Duke of Richmond als Mäzen. Seine dort entstandenen Bilder wirken leichter und lebhafter. Sie zählen zu den besten Darstellungen Londons im 18. Jahrhundert. Die letzten Jahre seines Lebens verbrachte er wieder in Venedig. Seine Bilder wurden dunkler, waren aber immer noch voller Überraschungen.

## Werke (Auswahl)

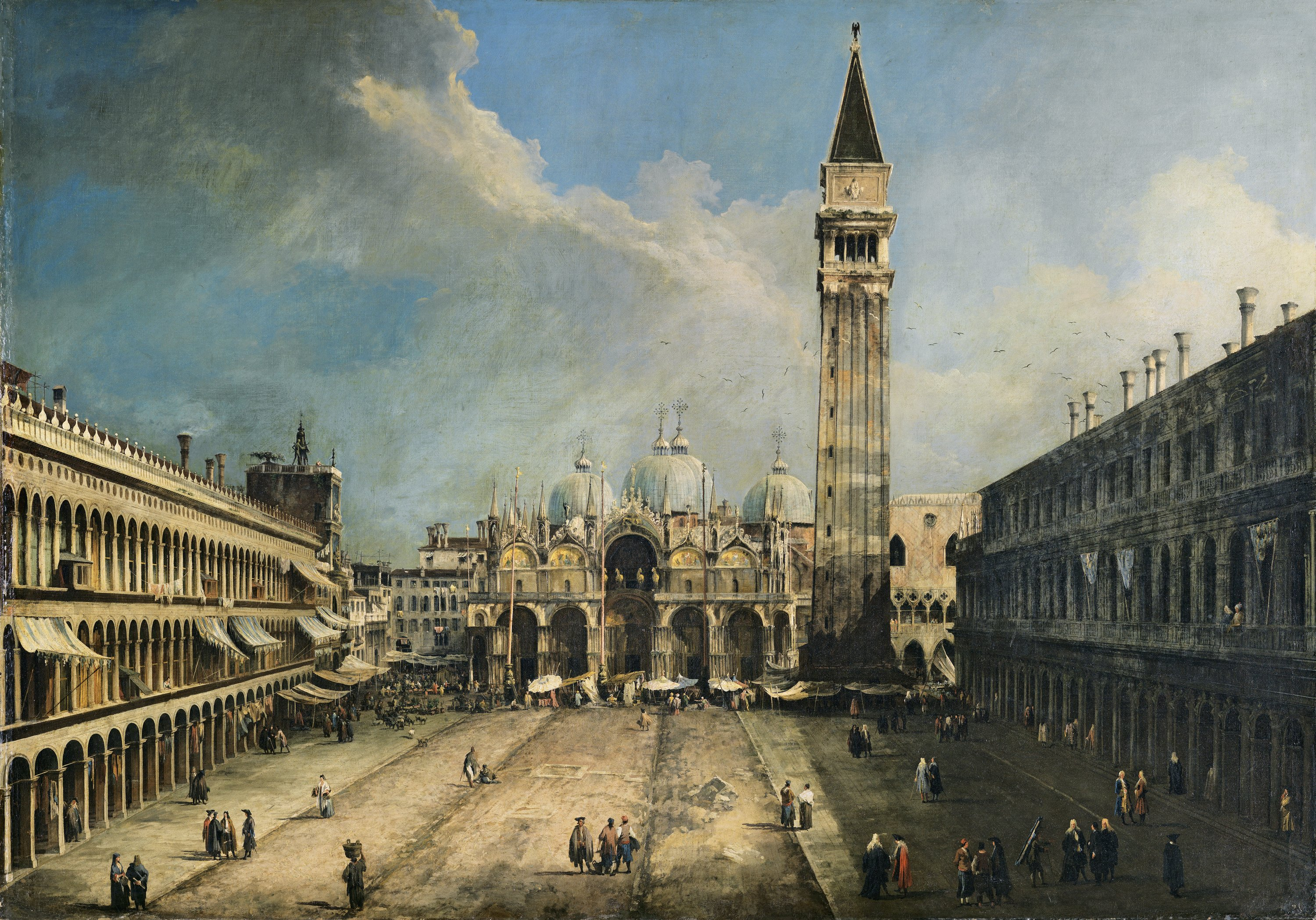
Markusplatz in Venedig
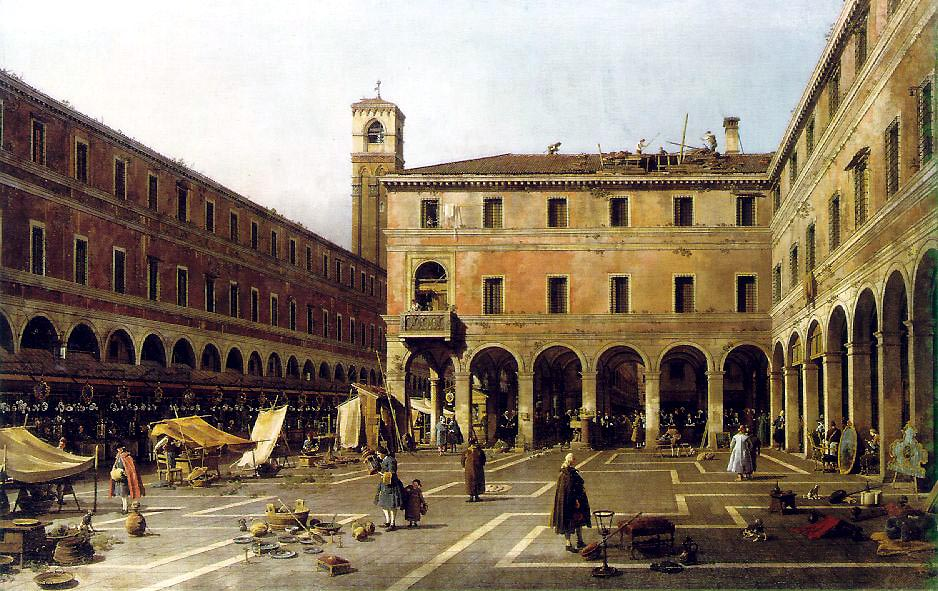
Campo di Rialto, Venedig
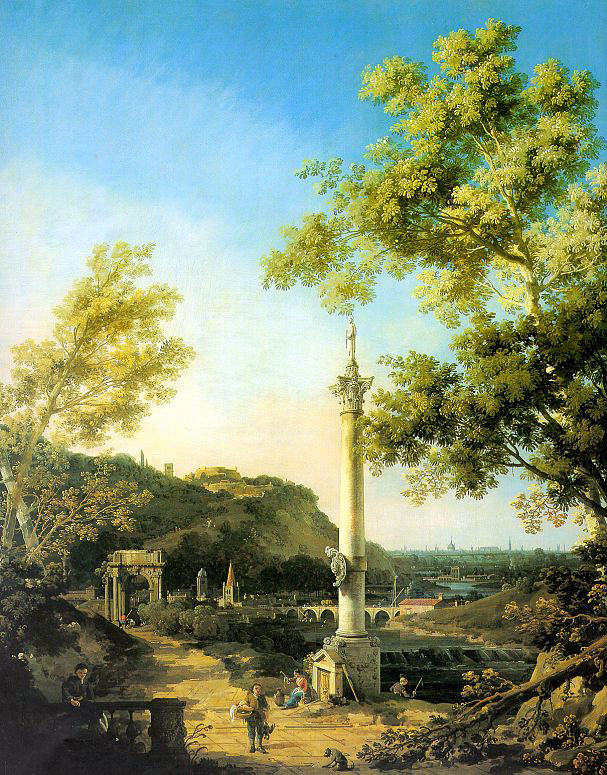
Flusslandschaft mit Säule und Triumphbogen
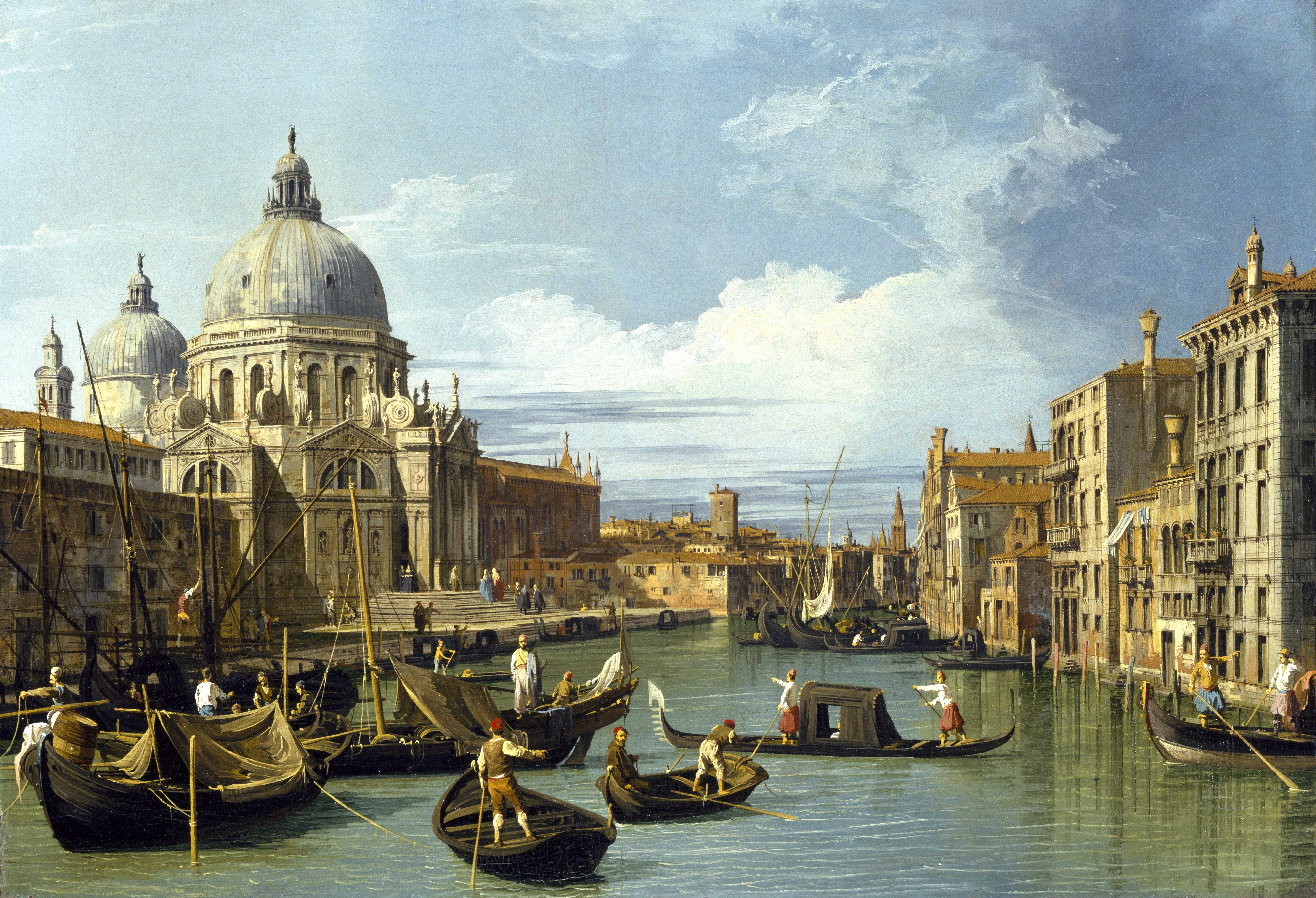
Canal Grande in Venedig
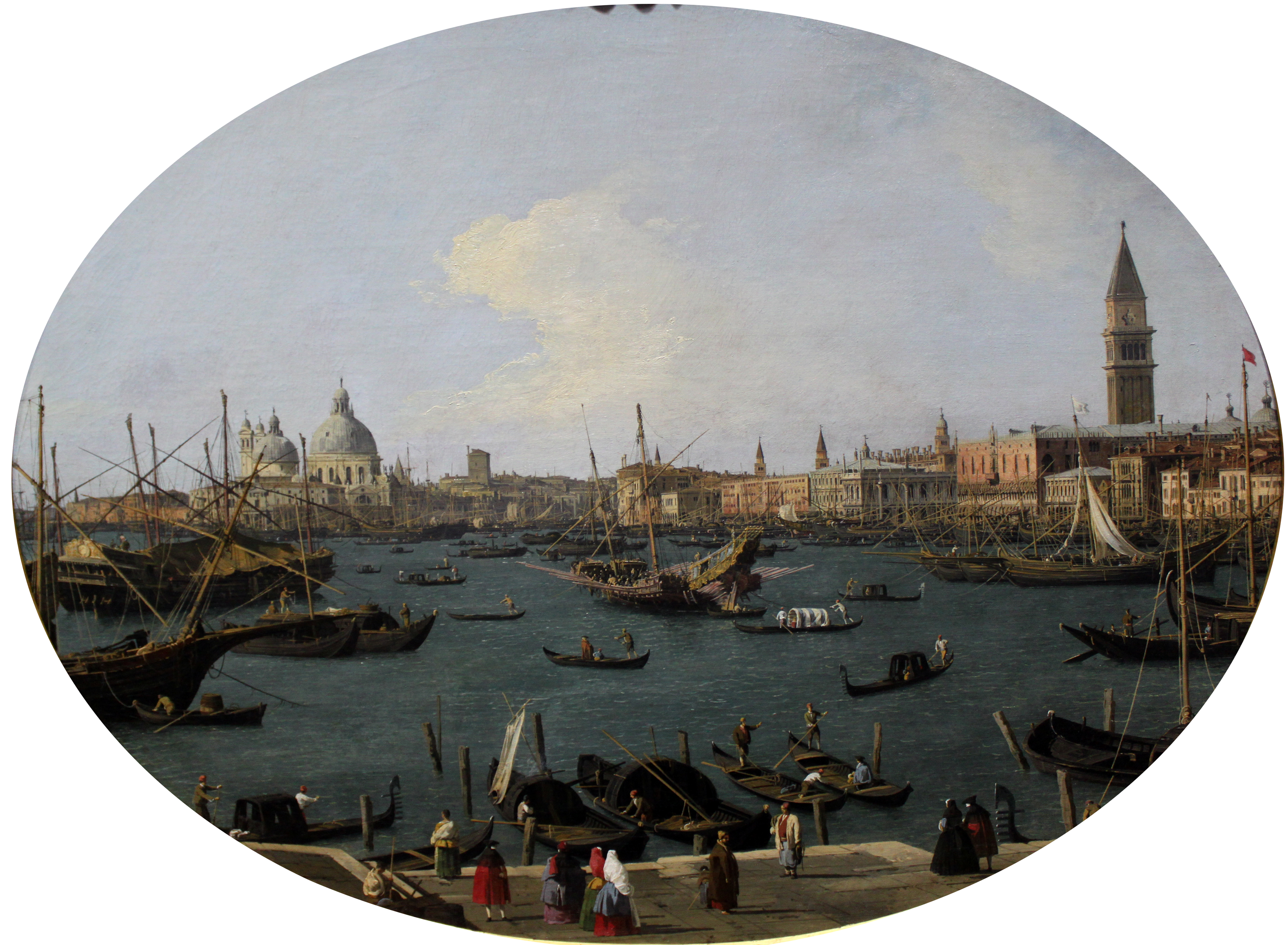
Ansicht des Bacino di San Marco in Venedig, 1735, Städelsches Kunstinstitut
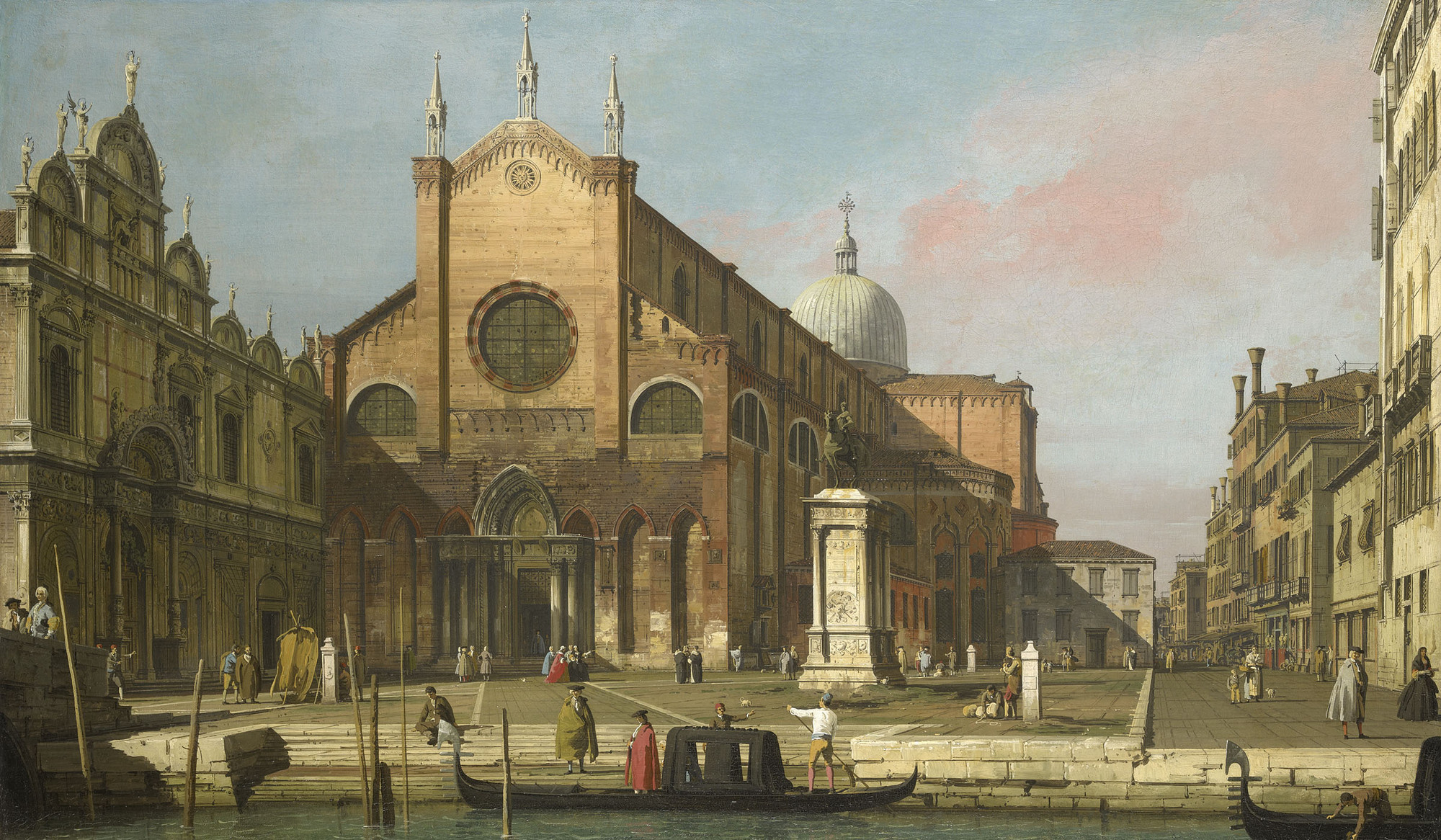
Campo santi Giovanni e Paolo mit dem Denkmal des Bartolomeo Colleoni (1741) – Öl auf Holz
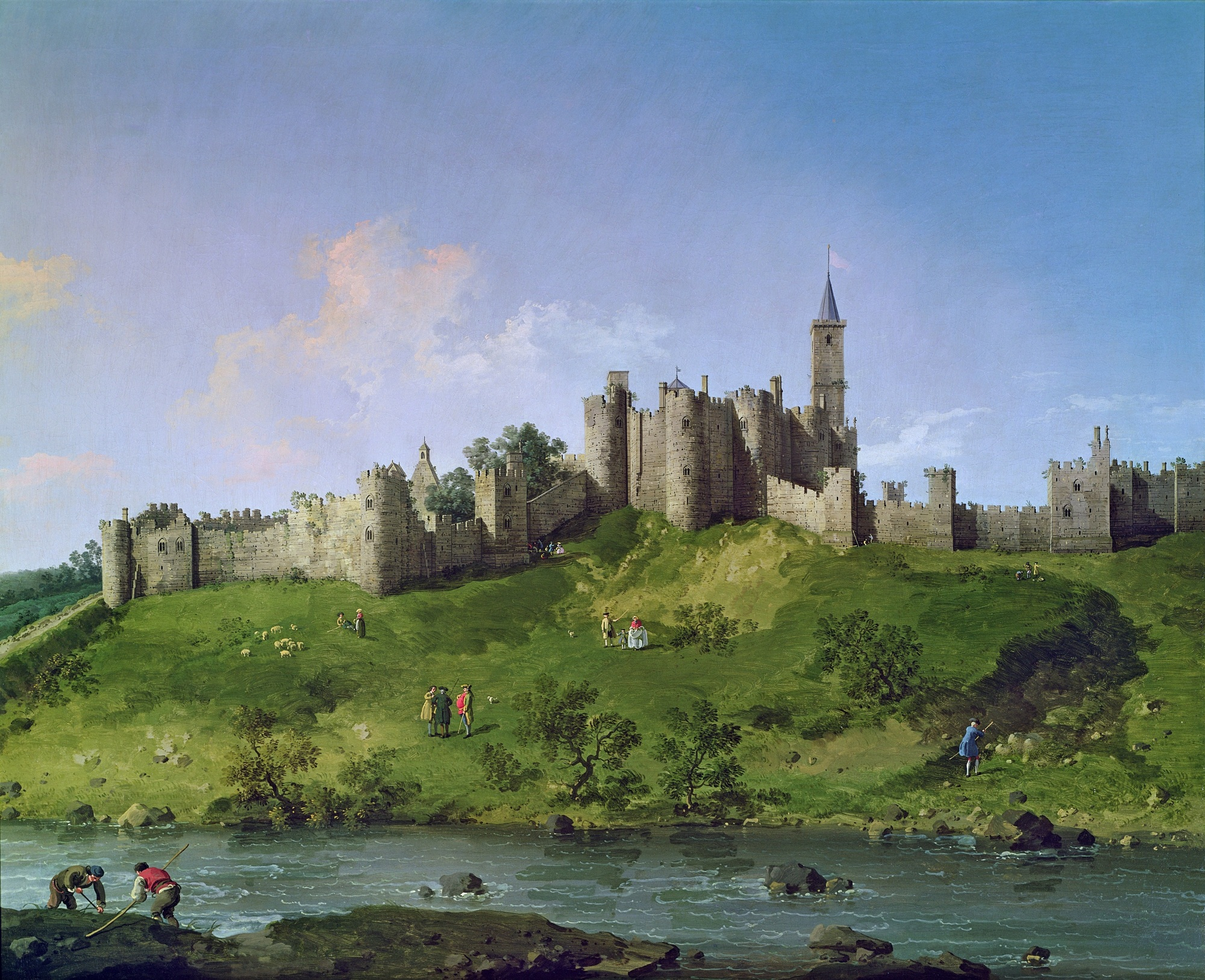
Burg Alnwick, Nordengland
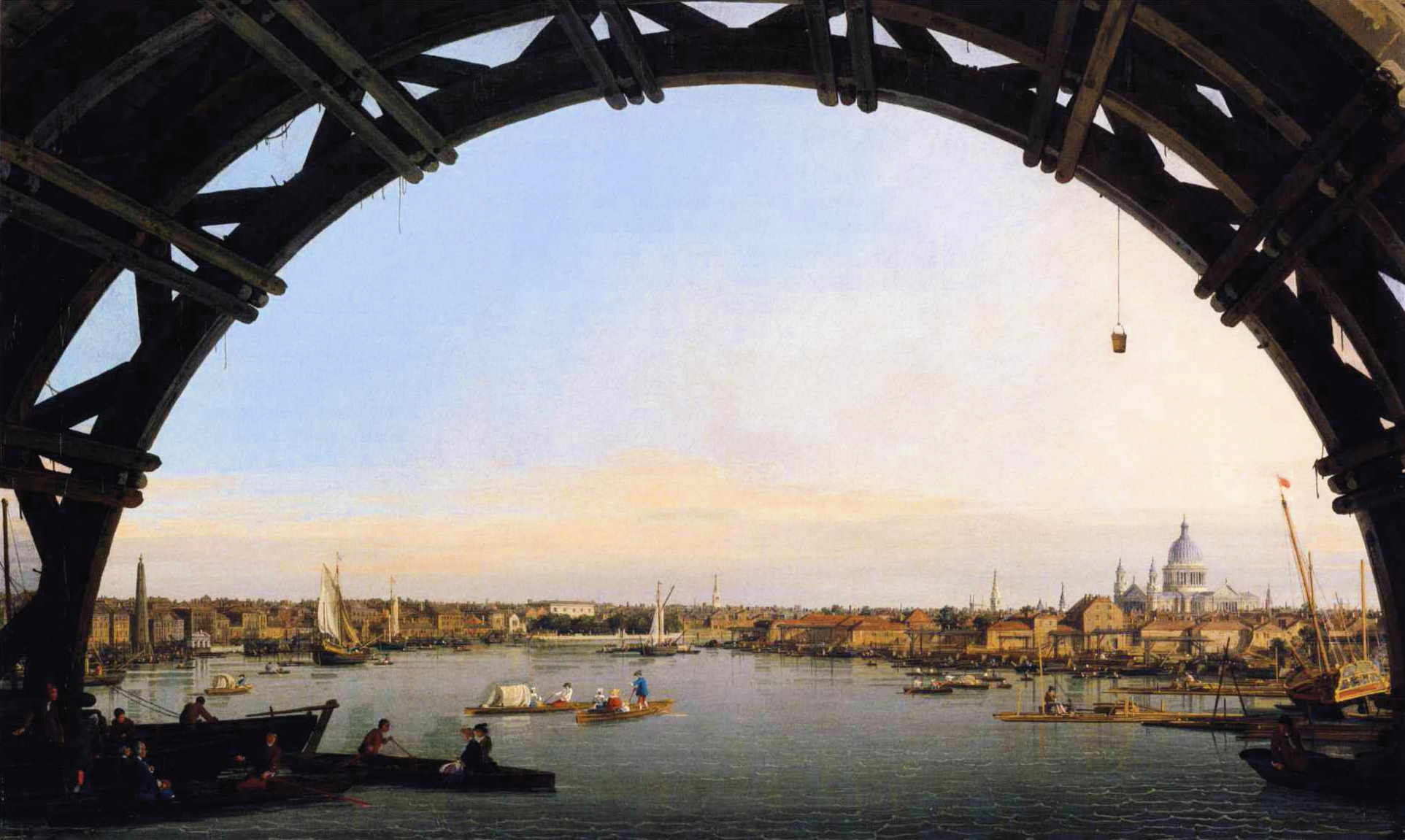
Blick durch die Westminster Bridge auf London (1747)

Auflistung:
1. San Marco-Platz, Venedig (1720er).[2]
2. Teilansicht des San Marco-Platzes in Venedig (um 1735).
3. St. Johannes und Paul-Areal mit dem Denkmal des Bartolomeo Colleoni (1741).
4. Porta Portello, Padua (1741/1742).[3]
5. Der Pra' della Valle in Padua (1741–1746).[4]
6. Blick durch die Westminster Bridge auf London (1747).
7. Architektonisches Capriccio mit Ruine und klassizistischen Bauten (1756).[5]
8. "Vedute mit Platz und Kirche von S. Maria Zobenigo in Venedig", 18. Jhd., Staatsgalerie Stuttgart[6]

Kupferstiche und Zeichnungen von Canaletto
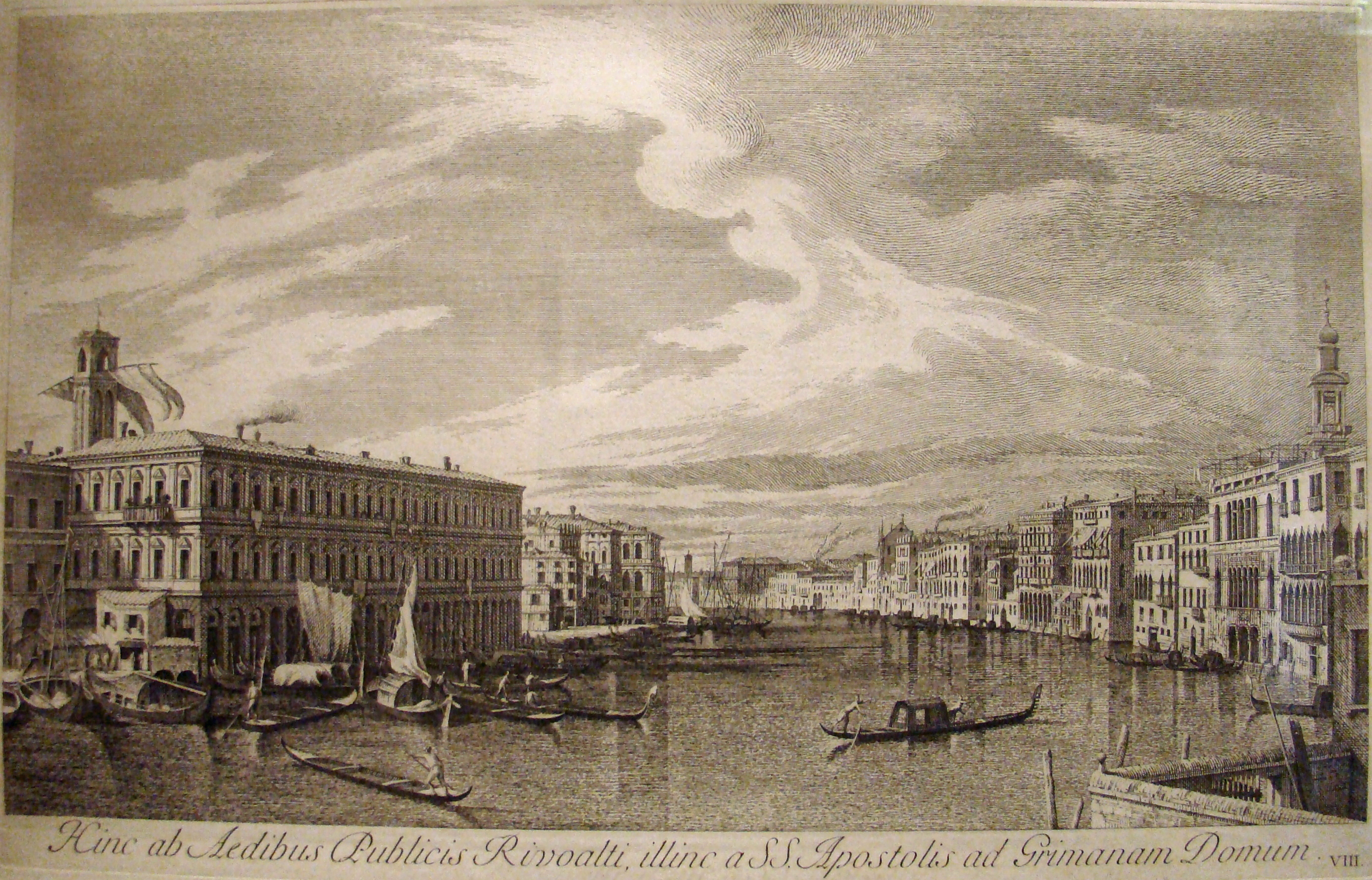
Blick von der Rialto-Brücke über den Canal Grande
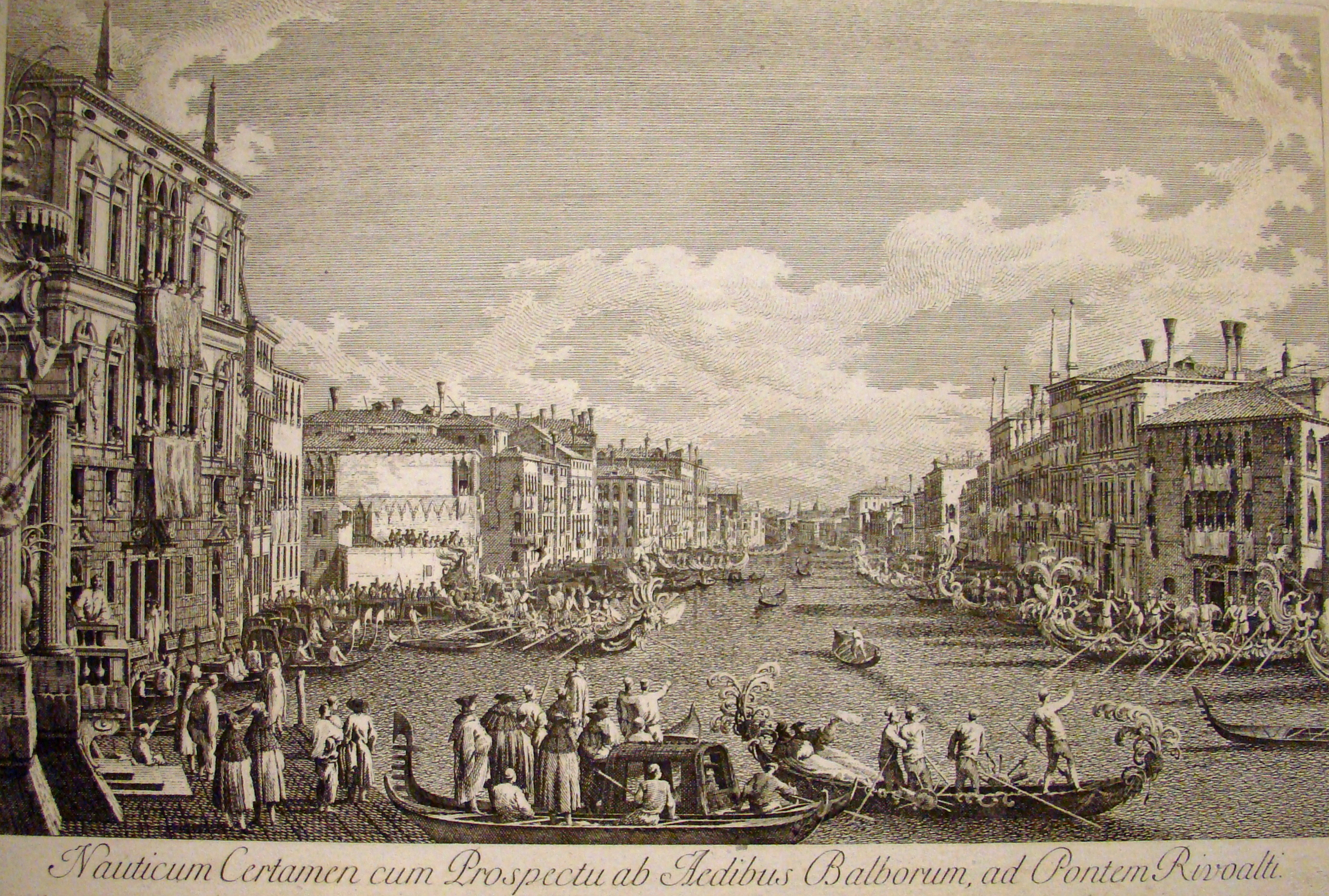
Wasserfest auf dem Canal Grande, Venedig
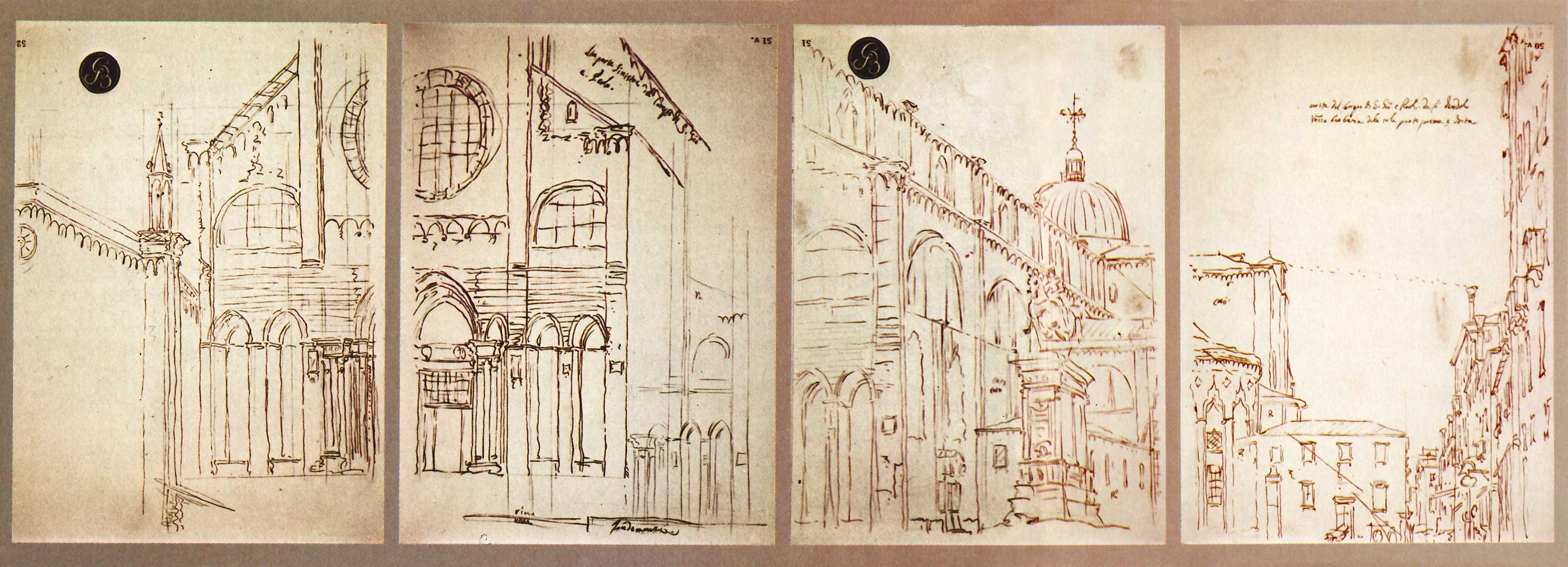
Campo San Giovanni e Paolo, Venedig

Eine Monographie über Antonio Canal listet folgende Radierungen auf:
1. Das Titelblatt.
2. La Torre di Malghera.
3. Mestre
4. Al Dolo.
5. A. le Porte del Dolo.
6. Là Porte del Dolo.
7. Pra della Valle.
8. Am Canal der Brenta.
9. Der Bogen mit der Laterne.
10. Murano.
11. Das Haus mit MDCCCXLI A. C. (mit Folgendem auf einem Bogen zusammen)
12. Das Haus mit dem Säulenvorbau.
13. Die Cascade (einzeln).
14. La Libreria V. (mit den Folgenden 3 auf einem Bogen zusammen)
15. La Pieva del Bando V.
16. Der Marktplatz an der Ponte Rialto.
17. La Preson V.
18. Die Gebiergs-Landschaft. (mit den Folgenden 3 auf einem Bogen zusammen)
19. Die Osterie am Canal.
20. Die Terrasse.
21. La Procuratie nuove e S. Ziminian V.
22. Am Ufer der Brenta. (mit den Folgenden 3 auf einem Bogen zusammen)
23. Der betende Pilger.
24. Der verfallene Thor.
25. Das Thorgebäude mit dem Ziehbrunnen.
26. A Capo d'Istria. (mit Folgendem auf einem Bogen zusammen)
27. Die Ruinen der Pyramide.
28. Das Marienbild bei der Kapelle. (mit den Folgenden 2 auf einem Bogen zusammen)
29. Die Landschaft mit dem Monument.
30. Die kleine Brücke mit der Osterie.

weiter werden dort in England gemalte Werke aufgeführt (siehe auch:):
1. Vue de la grande Promenade (Vauxhall-Garten)
2. Vue de Canal et batiment chinois (Barclay's Garten)
3. Temple de Comus (Vauxhall-Garten)
4. Vue de Centre etc.
5. Interieur de Rotunda
6. Vue de la grande Parade du Parc de S. James
7. Vue de la maison de Northumberland
8. Vue du Canal et de la maison de Buckingham